# Hügel-Vergissmeinnicht
Das Hügel-Vergissmeinnicht (Myosotis ramosissima), auch Raues Vergissmeinnicht genannt, ist eine Pflanzenart aus der Gattung Vergissmeinnicht (Myosotis) innerhalb der Familie der Raublattgewächse (Boraginaceae).

## Beschreibung

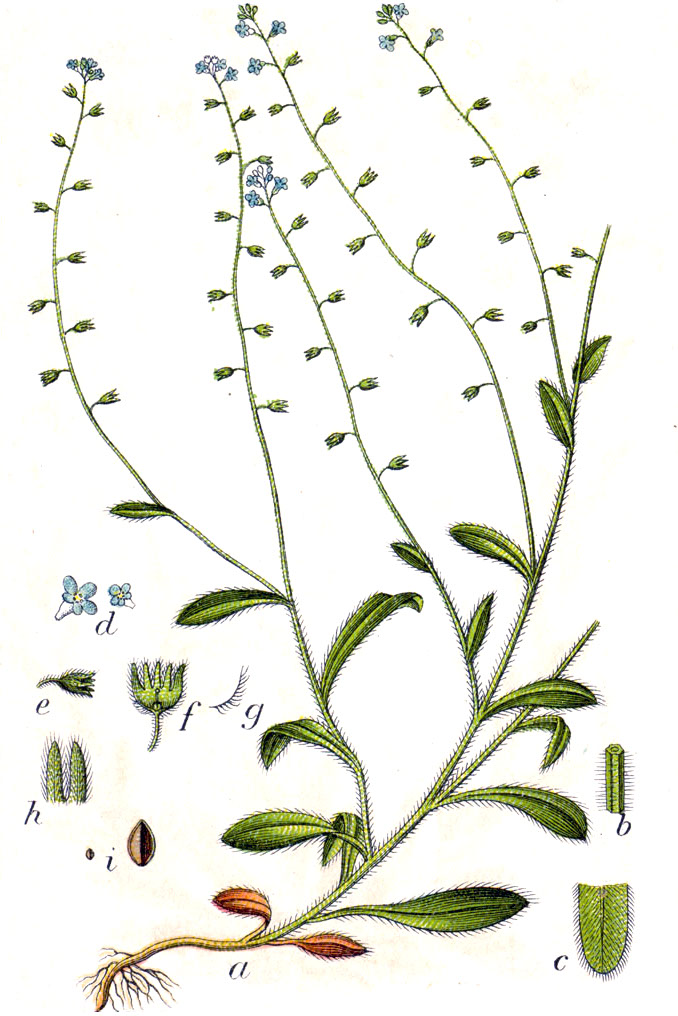
Illustration aus Sturm

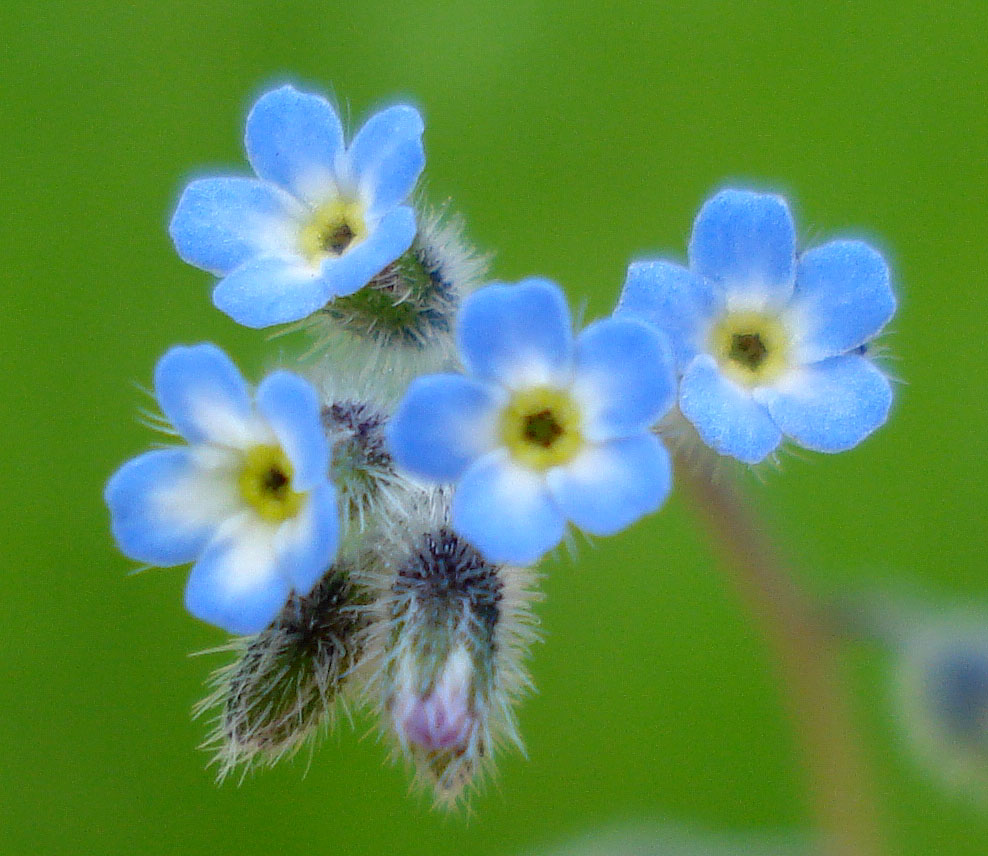
Ausschnitt eines Blütenstands mit Blüten im Detail

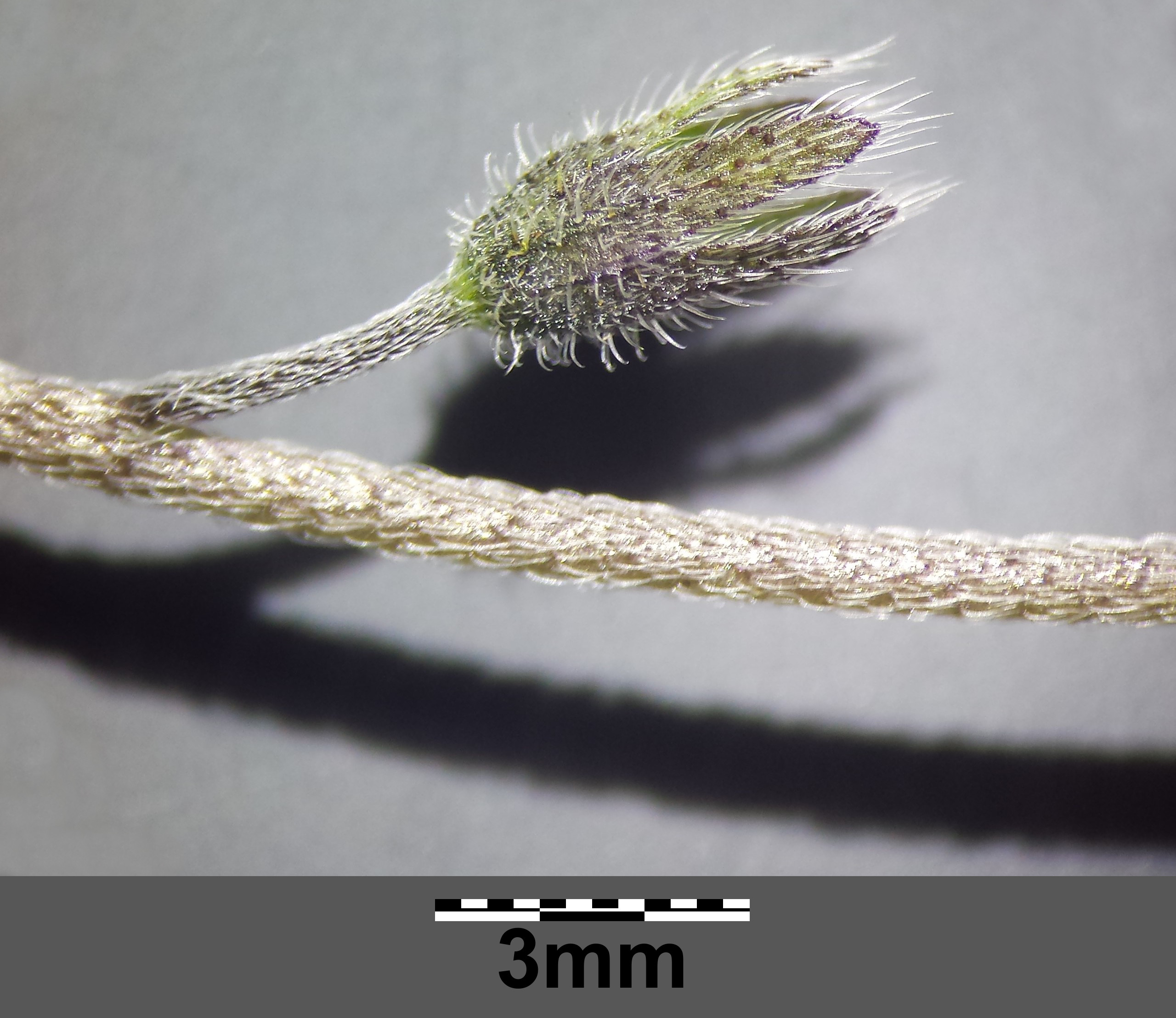
Behaarte Blütenstandsachse, Fruchtstiel und Kelch nach der Anthese

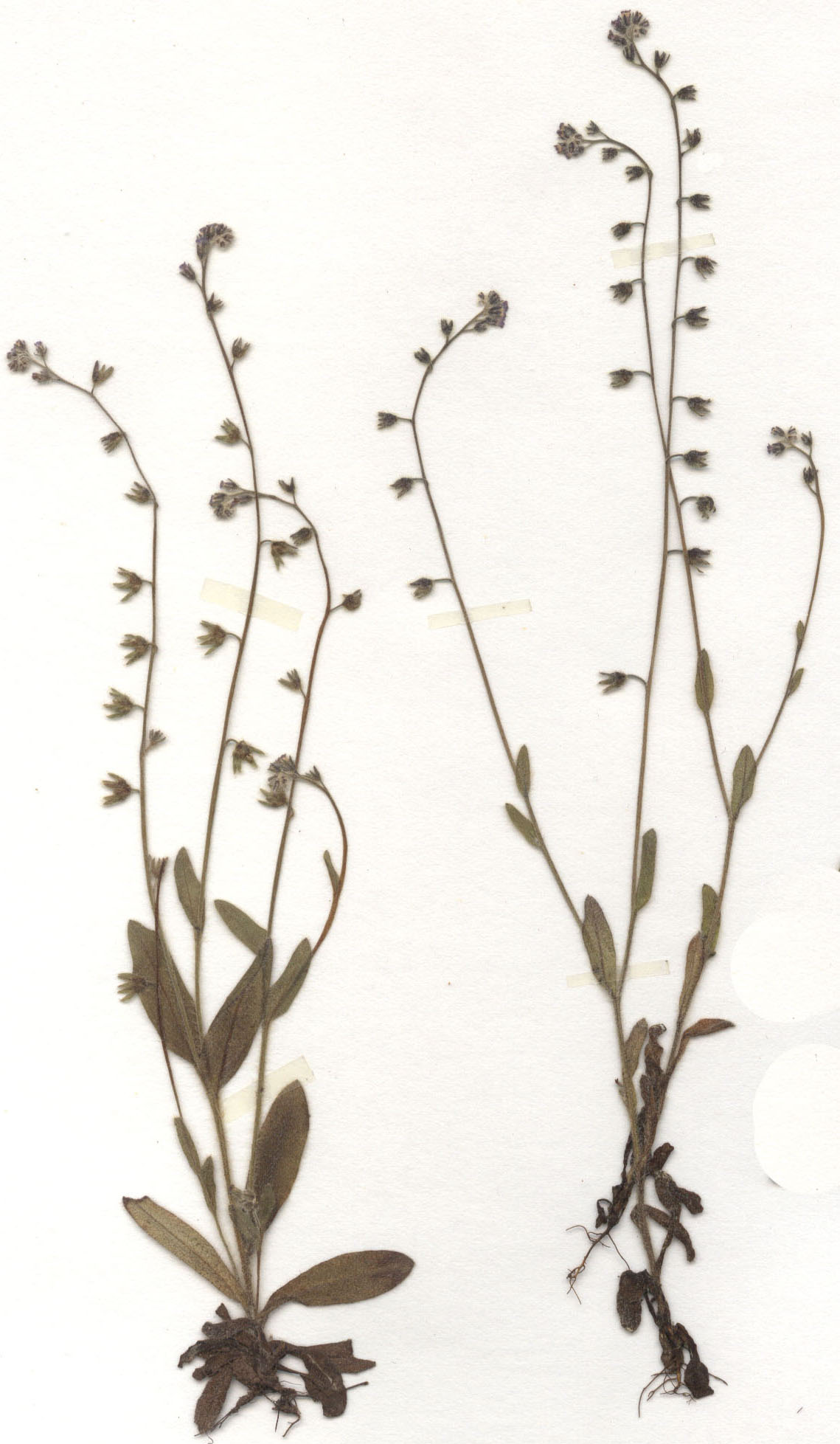
Habitus, Herbarbeleg, die Fruchtkelche sind offen

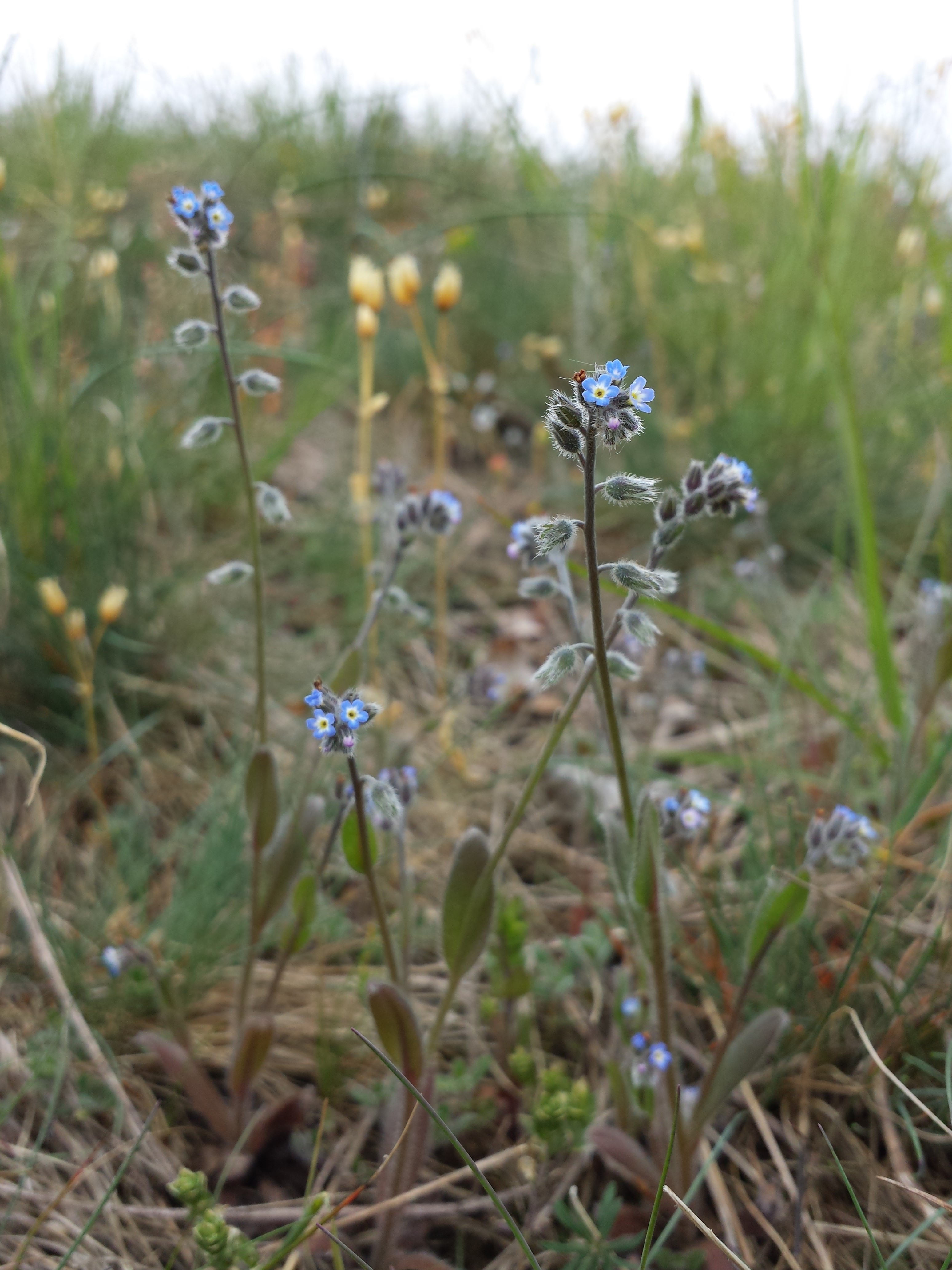
Habitus im Habitat

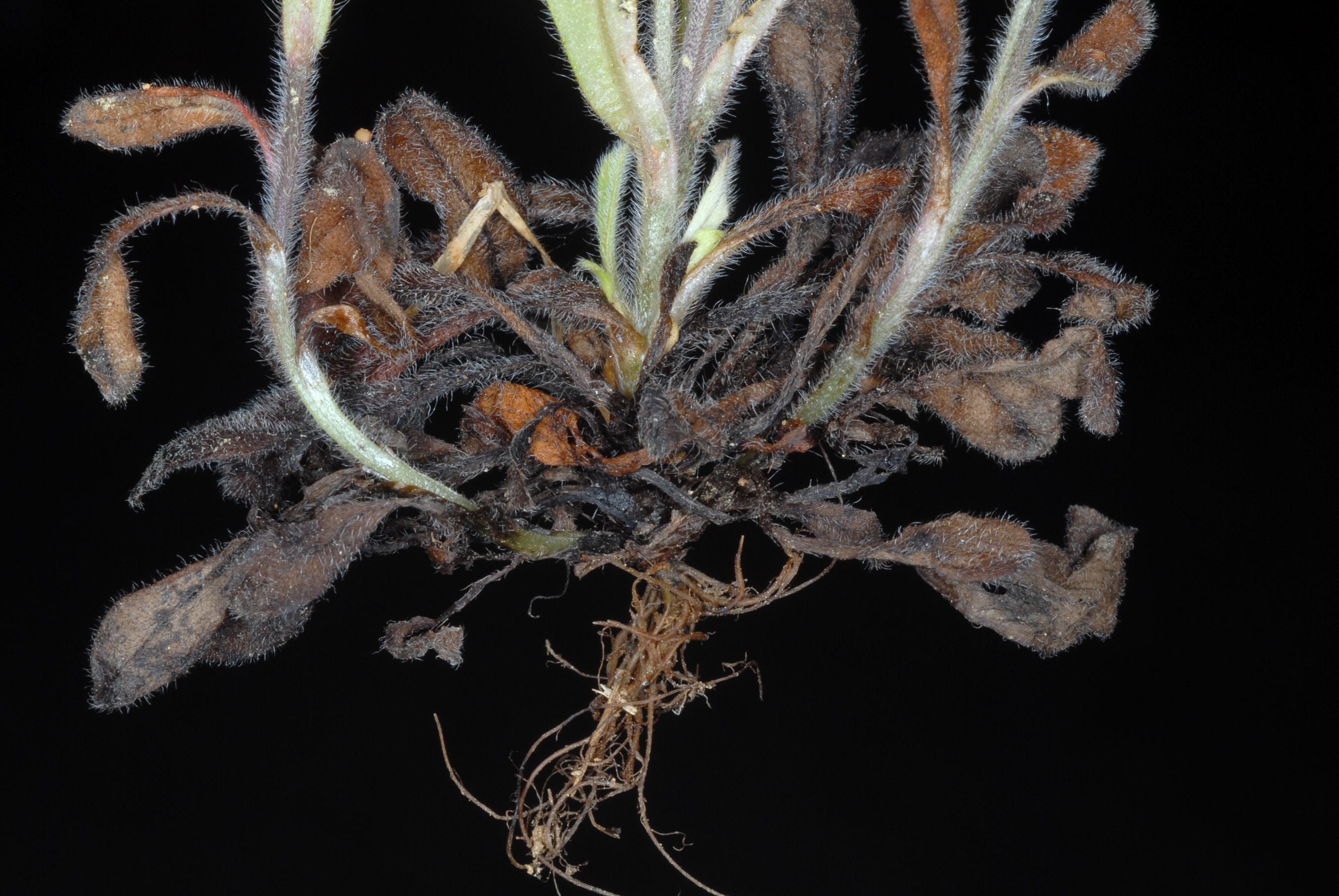
Unterirdische Pflanzenteil und unterer Bereich eines Pflanzenexemplares bei dem die Grundblätter schon abgestorben sind

### Vegetative Merkmale
Das Hügel-Vergissmeinnicht wächst als einjährige krautige Pflanze und erreicht Wuchshöhen von meist 5 bis 15 (2 bis 25) Zentimetern. Der meist aufrechte, stumpfkantige Stängel ist einfach, seltener auch mehr oder weniger sparrig verzweigt und relativ dünn, unten abstehend, oben mehr anliegend grau behaart.
Die Laubblätter sind in einer grundständigen Rosette und am Stängel wechselständig angeordnet. Die Grundblätter deutlich gestielt und ihre Blattspreite ist bei einer Länge von bis zu 4 Zentimetern sowie einer Breite von bis zu 1 Zentimetern lanzettlich mit stumpfem oberen Ende. Zur Blütezeit sind die Grundblätter meist schon vertrocknet. Die Grundblätter sind deutlich größer als die Stängelblätter. Die wenigen sitzenden Stängelblätter sind bei einer Länge von 5 bis 30 Millimetern sowie einer Breite von 3 bis 8 Millimetern elliptisch und abstehend grau behaart.

### Generative Merkmale
Die Blütezeit reicht von April bis Juni. Die Blüten und befinden sich in steif aufrechten, einfachen, unbeblätterten Wickeln. Die Blütenstiele stehen zunächst aufrecht und sind höchstens 1 Millimeter lang.
Die zwittrige Blüte ist bei einem Durchmesser von 2 bis 5 Millimetern radiärsymmetrisch und fünfzählig mit doppelter Blütenhülle. Die fünf 3 bis 3,5 Millimeter langen Kelchblätter auf 1/4 bis 1/3 ihre Länge verwachsen und die fünf geraden, vorgestreckten Kelchzipfel sind linealisch. Der Kelch besitzt rückwärts abstehende Hakenhaare. Die fünf Kronblätter sind verwachsen. Die Kronröhre ist weiß bis gelblich. Die bei einem Durchmesser von nur 1 bis 2 Millimetern trichterförmige Blütenkrone ist hellblau oder sehr selten weiß. Die fünf Staubblätter überragen die Kronröhre nicht. Der Griffel endet in einer kopfigen Narbe und überragt die Kronröhre nicht.
Die Fruchtstiele sind mehr oder weniger waagerecht, bei einer Länge von 2 bis 3, selten bis zu 5 Millimetern mehr oder weniger so lang wie der während der Fruchtzeit bis zu 4 Millimeter lange Kelch und alle tragblattlos. Zur Unterscheidung ähnlicher Arten ist der Fruchtkelch stets offen und nicht am oberen Ende geschlossen. Die glänzend hellbraunen bis gelblichen (darin unterscheidet sich diese Art von den anderen Vergissmeinnicht-Arten) Klausen sind bei einer Länge von etwa 1 Millimeter eiförmig, abgeflacht und stumpfkantig.

### Chromosomensatz
Die Chromosomengrundzahl beträgt x = 12; es liegt Tetraploidie mit einer Chromosomenzahl von 2n = 48 vor.

## Ökologie
Beim Hügel-Vergissmeinnicht handelt es sich um einen mesomorphen, skleromorphen, annuellen Therophyten.
Blütenökologisch handelt es sich um Stieltellerblumen mit völlig verborgenem Nektar, bei denen die Staubblätter und die Narbe sich im Inneren der Kronröhre befinden. Die Blüten sind homogam, also sind die männlichen und weiblichen Blütenorgane gleichzeitig fertil. als Belohnung für Bestäuber ist Nektar vorhanden. Bestäuber können Bienen, Hummeln, Wespen, Wollschweber (Bombyliidae) sowie Syrphiden sein. Meist erfolgt jedoch spontane Selbstbestäubung innerhalb einer Blüte.
Die Bruchfrucht zerfällt in einsamige, geschlossen bleibende Teilfrüchte, die hier Klausen genannt werden. Die Klausen sind die Diasporen. Die Diasporen durch den Wind ausgebreitet (Anemochorie) oder durch Klett- und Klebausbreitung auf der Oberfläche von Tieren (Epichorie).

## Standortansprüche und Gefährdung
Das Hügel-Vergissmeinnicht wächst in sonnigen Sandrasen, auf Felsköpfen, an Dämmen und an Erdanrissen. Es gedeiht meist auf offenen, sommerwarmen, trockene, basenreichen, mäßig-sauren, meist humus- und feinerdearmen, lockeren Sand- und Steingrusböden; es kommt auch auf offenem Löß vor.
Das Hügel-Vergissmeinnicht ist in Mitteleuropa eine Charakterart der Sedo-Scleranthetea-Klasse. Es kommt aber auch in lückigen Festuco-Brometea-Gesellschaften vor. Es steigt nur ausnahmsweise höher als der Weinbau, im Kanton Graubünden bis etwa 1300 Meter, im Kanton Wallis bis zu einer Höhenlage von 2000 Meter.
Die ökologischen Zeigerwerte nach Ellenberg sind: Lichtzahl 9 = Volllichtpflanze, Temperaturzahl 6 = Mäßigwärme- bis Wärmezeiger, Kontinentalitätszahl 5 = See-/Steppen-Übergangsklima zeigend, Feuchtezahl 2 = Starktrockenheits- bis Trockenheitszeiger, Feuchtewechsel = keinen Wechsel der Feuchte zeigend, Reaktionszahl 7 = Schwachbasenzeiger, Stickstoffzahl 1 = ausgesprochene Stickstoffarmut zeigend, Salzzahl 0 = nicht salzertragend, Schwermetallresistenz = nicht schwermetallresistent.
Die ökologischen Zeigerwerte nach Landolt et al. 2010 sind in der Schweiz: Feuchtezahl F = 1 (sehr trocken), Lichtzahl L = 4 (hell), Reaktionszahl R = 4 (neutral bis basisch), Temperaturzahl T = 3+ (unter-montan und ober-kollin), Nährstoffzahl N = 2 (nährstoffarm), Kontinentalitätszahl K = 4 (subkontinental).
Myosotis ramosissima gilt in der Schweiz als NT = „Potenziell gefährdet“.

## Systematik und Verbreitung
Die Erstbeschreibung von Myosotis ramosissima erfolgte 1814 durch Anton Rochel in Joseph August Schultes: Oestreichs Flora, 2. Auflage, 1, S. 366. Das Artepitheton ramosissima bedeutet „vielästig“. Synonyme für Myosotis ramosissima Rochel sind: Myosotis aspera Schur, Myosotis hispida Schltdl.
Myosotis ramosissima ist in Makaronesien, im nordwestlichen Afrika, vom Mittelmeerraum bis Skandinavien und von Kleinasien bis zum Ural weitverbreitet. Es ist ein submediterran-eurasisches Florenelement. In Österreich ist das Hügel-Vergissmeinnicht im Pannonischen Gebiet mäßig häufig, sonst selten zu finden. In der Schweiz kommt es allgemein zerstreut vor. In Deutschland kommt das Hügel-Vergissmeinnicht zerstreut in Nord- und Mitteldeutschland vor; nach Süden ist es seltener zu finden.
Je nach Autor gibt es einige Unterarten:
- Myosotis ramosissima Rochel subsp. ramosissima: Es gibt Fundortangaben für die Kanarischen Inseln, die zu den Azoren gehörende Insel São Miguel, die Insel Madeira, Algerien, Marokko, Gibraltar, Mallorca, Spanien, Portugal, Andorra, Frankreich, Korsika, Monaco, die Kanalinseln, die Britischen Inseln, Irland, Dänemark, Norwegen, Schweden, Finnland, Litauen, Lettland, Estland, Polen, Kaliningrad, Belarus, die Ukraine, die Krim, den europäischen Teil Russlands, Armenien, Deutschland, Österreich, Liechtenstein, die Schweiz, Italien, Sardinien, Sizilien, Malta, die Niederlande, Luxemburg, Belgien, Tschechien, Kroatien, die Slowakei, Slowenien, Bulgarien, Albanien, Moldawien, Rumänien, Griechenland, Kreta, Karpathos, Inseln in der östlichen Ägäis, Ungarn und den europäischen sowie den asiatischen Teil der Türkei.[3]
- Myosotis ramosissima subsp. gracillima (Loscos & J.Pardo) Greuter & Burdet (Syn.: Myosotis gracillima Loscos & J.Pardo, Myosotis collina subsp. gracillima (Loscos & J.Pardo) Nyman, Myosotis globularis Samp., Myosotis ramosissima var. gracillima (Loscos & J.Pardo) O.Bolòs & Vigo, Myosotis ramosissima subsp. globularis (Samp.) Grau): Es gibt Fundortangaben für Marokko, Portugal, Spanien, Frankreich, Italien, die Schweiz, Österreich, Deutschland, die Britischen Inseln, Irland, die Niederlande, Belgien, Griechenland, Kreta, Sardinien und Korsika vor.[3]
- Myosotis ramosissima subsp. lebelii (Corb.) Blaise (Syn.: Myosotis hispida subsp. lebelii Corb., Myosotis adulterina Lebel, Myosotis lebelii Godr. & Gren. nom. illeg.): Die kommt nur in Frankreich vor.[3]
- Myosotis ramosissima subsp. ruscinonensis (Rouy) O.Bolòs & Vigo (Syn.: Myosotis ruscinonensis Rouy): Sie kommt nur in Frankreich vor.[3]
- Myosotis ramosissima subsp. tubuliflora (Murb.) Greuter & Burdet (syn.: Myosotis tubuliflora Murb.): Sie kommt in Algerien und Tunesien vor.[3]
- Myosotis ramosissima subsp. uncata (Boiss. & Balansa) Grau (Syn.: Myosotis uncata Boiss. & Balansa): Sie kommt in der Türkei und in Palästina vor.[3]